# Henri Nathansen

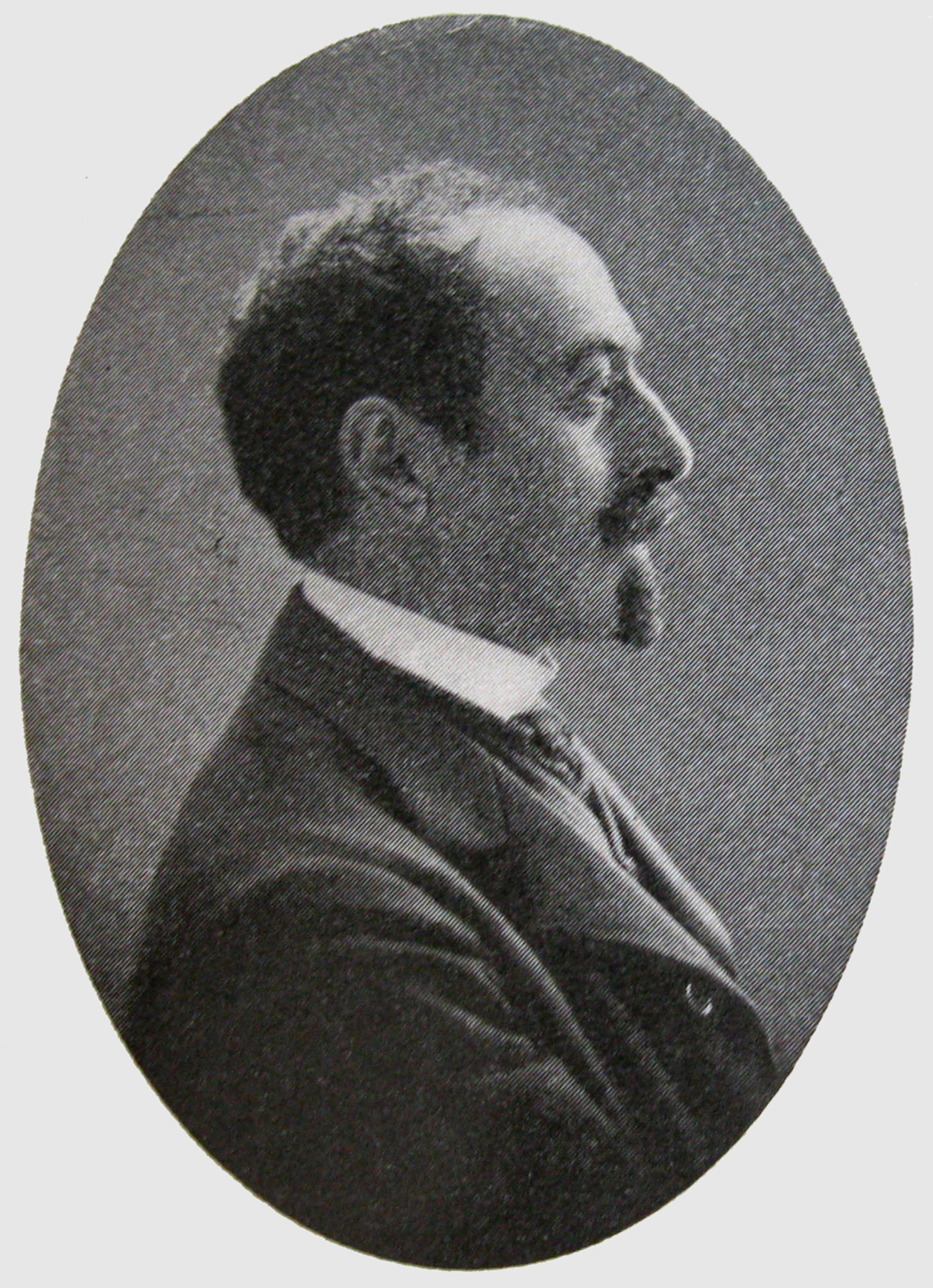
Henri Nathansen, 1909.

Henri Nathansen, född den 17 juli 1868 i Hjørring, död den 16 februari 1944 i Lund, var en dansk författare och dramatiker, främst känd för skådespelet Innanför murarna från 1912.

## Biografi
Nathansen blev juris kandidat 1892 och overretssagfører i Köpenhamn 1897, men gav upp advokatbanan för att bli skådespelare och författare. Från 1909 var han sceninstruktör vid Det Kongelige Teater i Köpenhamn.
Han skrev 1912 det skådespel varpå hans berömmelse främst vilar, Innanför murarna (Indenfor murene), om ett gammaljudiskt hems kollision med samhället. Skådespelet ger en god inblick i tidens judiska familjeliv och vann bifall även i utlandet. Det är med i Danmarks kulturkanon. Andra större verk av Nathansen är teaterstyckena Mor har ret (1905), Den gode borger (1907) och Daniel Hertz (1909) och Dr. Wahl (1915), samt utvecklingsromanen Af Hugo Davids liv (1917) och släktromanen Mendel Philipsen og søn (1932).
Under den tyska ockupationen av Danmark flydde Nathansen, som var jude, 1943 till Sverige, där han tog sitt liv.